# José Fornaris
José Fornaris y Luque, né le 18 mars 1827 à Bayamo (Cuba) et mort le 19 septembre 1890 à La Havane, est un journaliste, enseignant et poète cubain. Son œuvre la plus connue est La Bayamesa, chanson composée en collaboration avec Carlos Manuel de Céspedes et Francisco del Castillo. Interprétée à l'origine par le ténor Carlos Pérez, elle connut de nombreuses versions.